# Neßsand
Neßsand ist eine unter Naturschutz stehende Binneninsel in der Unterelbe. Auf ihr treffen sich die Grenzen der Bundesländer Hamburg, Niedersachsen und Schleswig-Holstein.

## Geschichte
Während des Zweiten Weltkrieges wurde die sumpfige Landzunge Neßhaken vor Finkenwerder abgetragen, befestigt und begradigt, um die Werke des Hamburger Flugzeugbau zu erbauen. Der damals noch angrenzende Mündungstrichter der Alten Süderelbe, das Mühlenberger Loch, wurde zur Landefläche für Wasserflugzeuge ausgebaggert.
Der Aushub wurde elbabwärts, vorbei am Schweinsand, gegenüber von Wittenbergen abgelagert. So entstand dicht neben dem Schweinesand die neue Insel Neßsand. Beide Inseln waren jeweils rund 900 Meter lang.
Ihren Namen bezog die neue Insel vermutlich daher, dass ihr Material – Sand – von der als Neß bekannten Landzunge von Finkenwerder stammt. Es handelte sich bei der Aufschüttung buchstäblich um „Neßsand“. Die Sachbezeichnung wurde offenbar zur geographischen Bezeichnung.
Das Gelände wurde aufgeforstet. Die Vegetation entwickelte sich zu einem teils undurchdringlichen Dickicht. Sogar große, schwer erreichbare Teiche entstanden, sind aber teilweise wieder verlandet.
Im Rahmen der Elbvertiefung von 1965 bis 1970 wurde auch die restliche vier Kilometer lange Wasserfläche zwischen Hanskalbsand und Neßsand nebst Schweinesand aufgespült, so dass Hanskalbsand und Neßsand nebst Schweinesand zu einer 7,5 Kilometer langen Insel vereinigt wurden. Ihre Namen wurden beibehalten, bezogen sich aber nur noch auf Regionen der – ansonsten namenlosen – Insel.
Die Insel ist Zentrum des rund 170 Hektar großen und seit 1952 bestehenden Naturschutzgebietes Neßsand, zu dem noch Wattgebiete und die zusammenhängende Insel Schweinesand gehören. Im Westen reicht es bis zur früheren, heute nur noch durch die Steinschüttungen erkennbaren, Durchfahrt.
Das von Hamburg verwaltete Naturschutzgebiet wird zeitweise, meist im Sommerhalbjahr, von einem Insel- und Naturschutzwart bewohnt und bewacht.
Seit 1998 ist es, zusammen mit dem Landschaftsschutzgebiet Mühlenberger Loch, Natura-2000-Gebiet. Der in Niedersachsen liegende Teil des Naturschutzgebietes ging im Dezember 2018 im neu ausgewiesenen Naturschutzgebiet „Elbe und Inseln“ auf.
Das Betreten des Gebietes ist verboten, lediglich im nordwestlichen Abschnitt des Schweinesander Strandes sowie am schmalen westlichen Bereich ist das Anlanden und Betreten erlaubt.

## Fotos

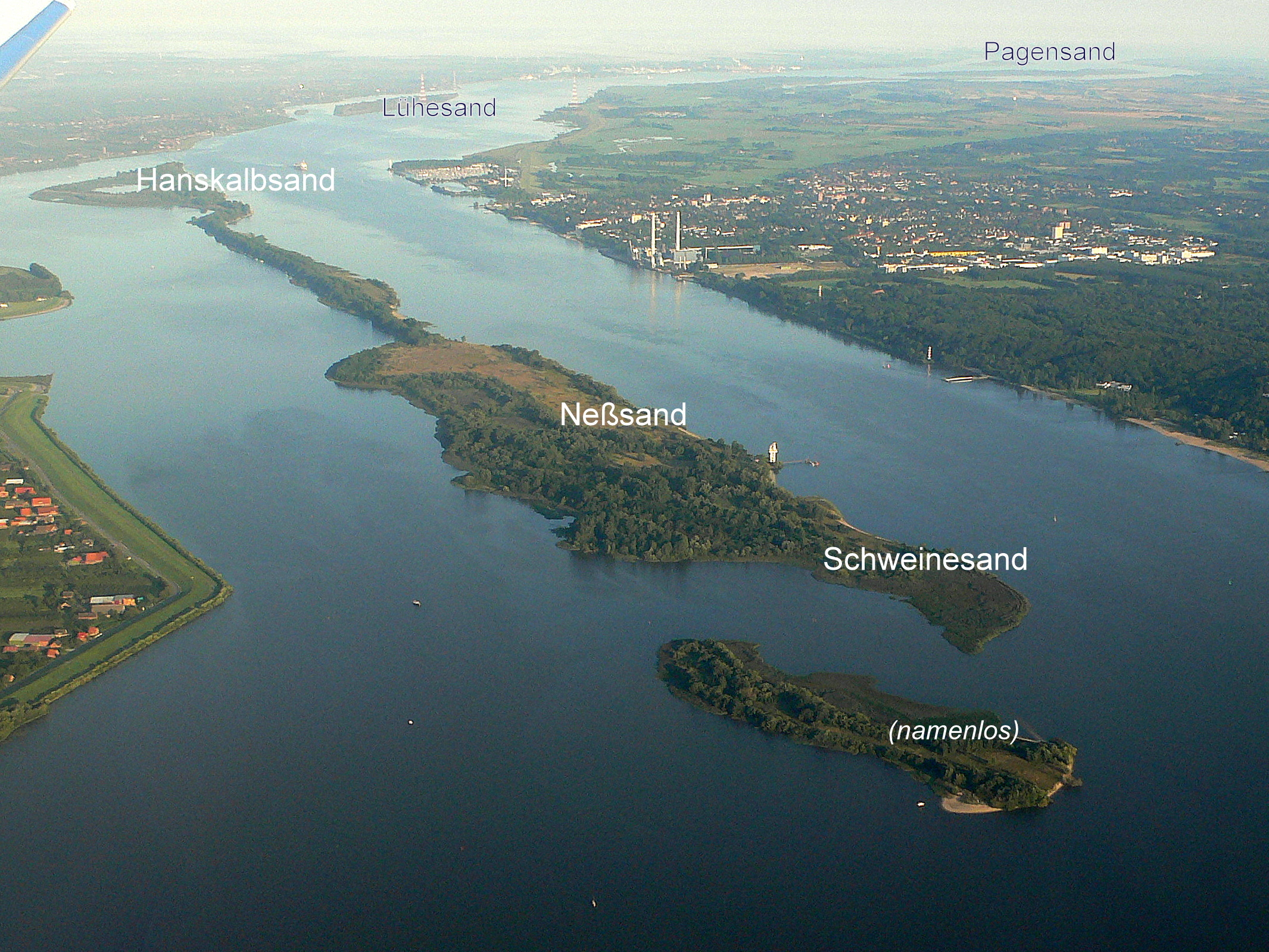
Neßsand und Nachbarinseln (Blick elbabwärts nach Westen)
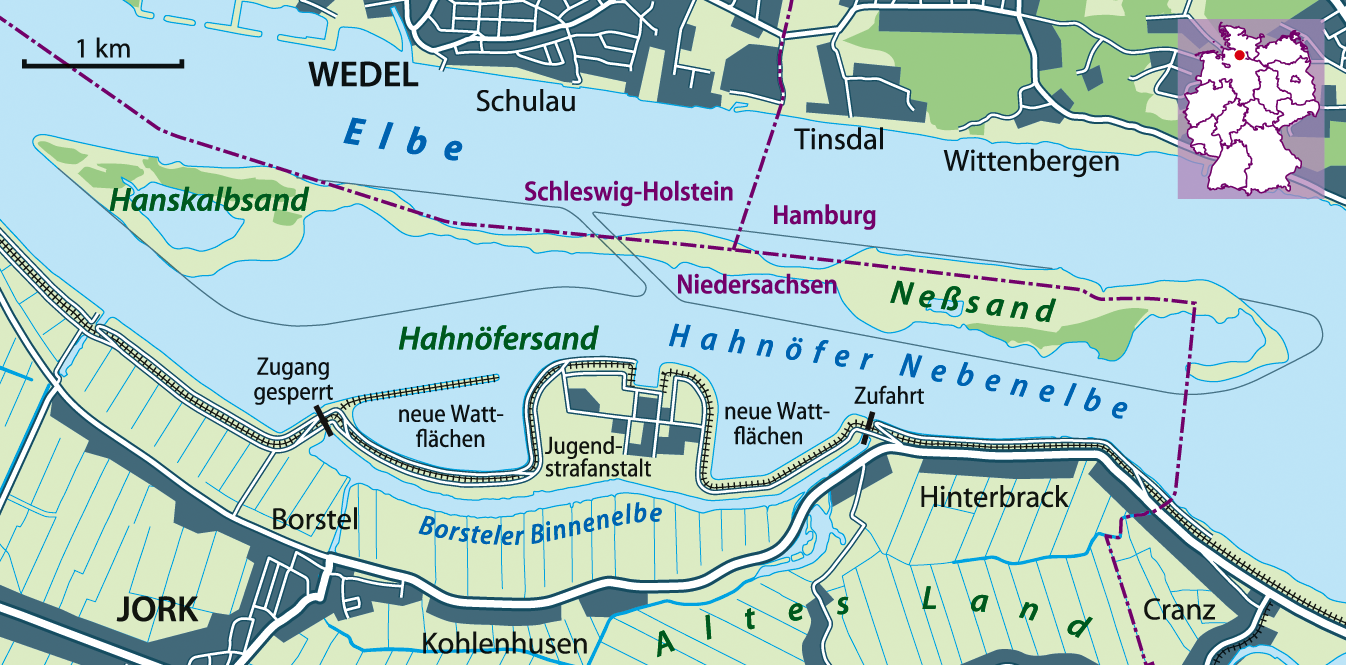
Karte von Neßsand
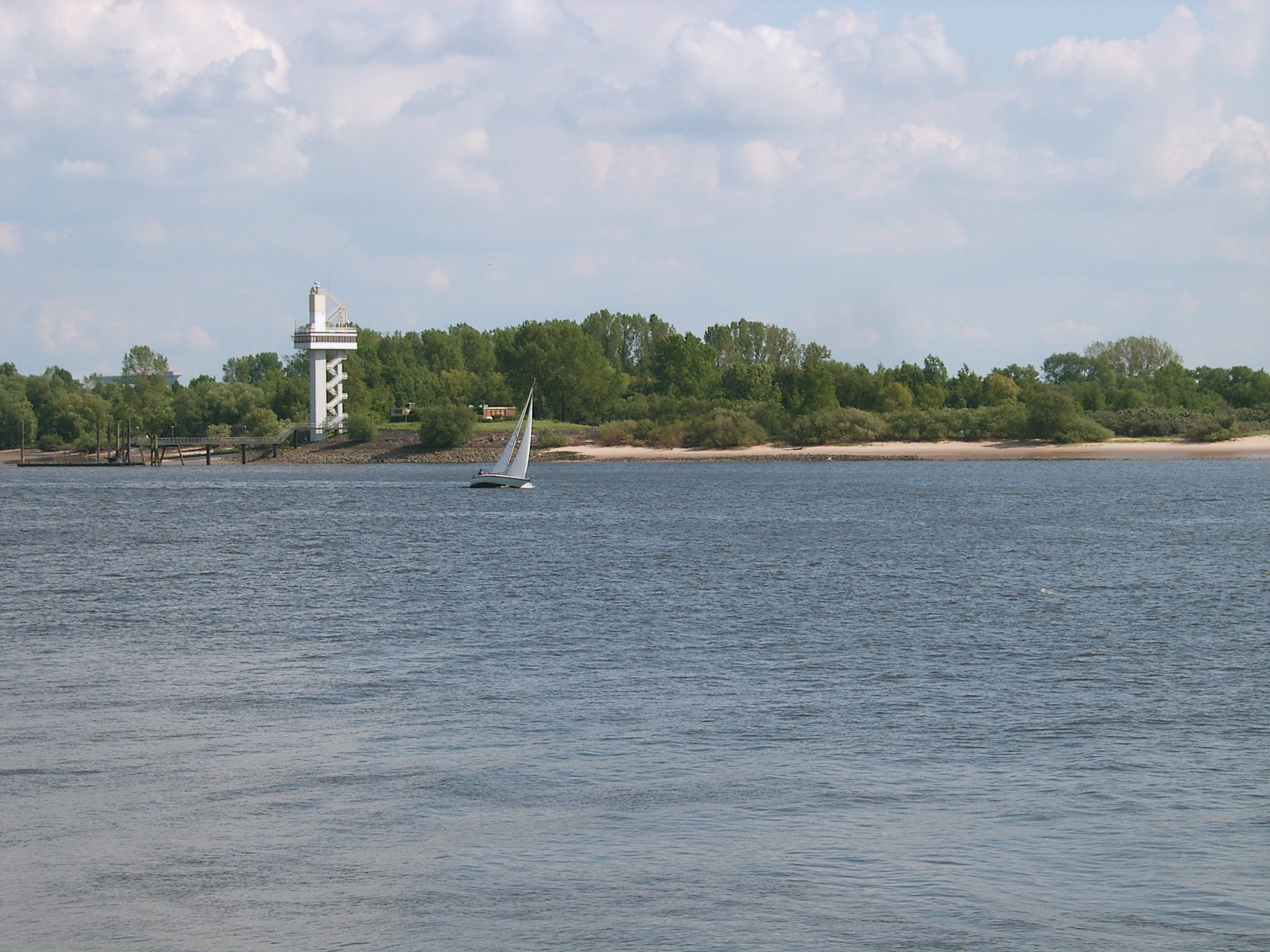
Radarstation auf Neßsand